# Controversias relacionadas con la selección femenina de fútbol de España

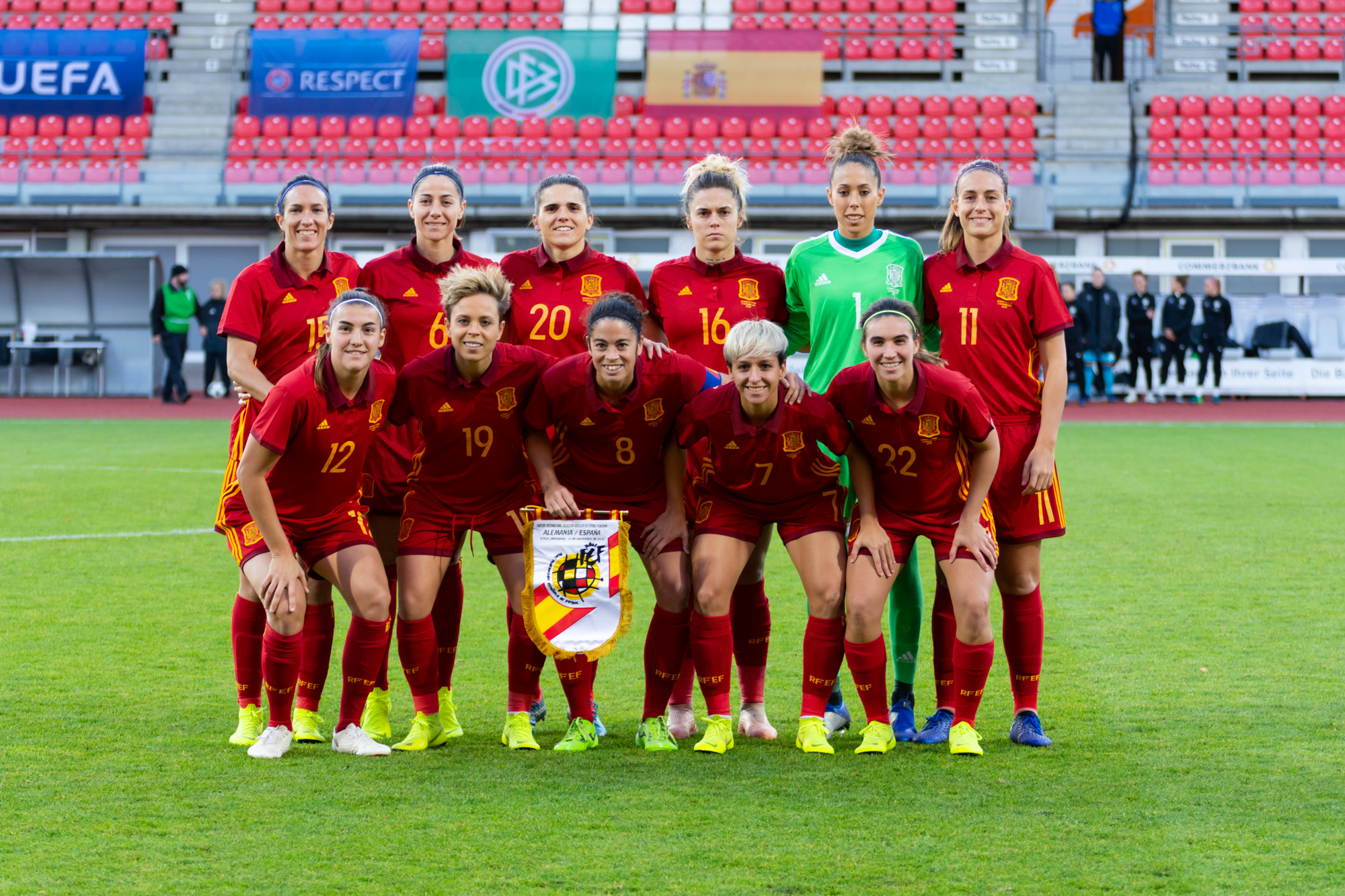
Selección femenina de fútbol de España de 2018

La selección femenina de fútbol de España se ha visto envuelta en disputas públicas, principalmente cuando sus jugadoras han abogado por mejoras y se han manifestado en contra de la Real Federación Española de Fútbol (RFEF). Durante la mayor parte de su historia, el equipo ha tenido pocos entrenadores, de larga duración, y se ha criticado la cultura del equipo bajo sus órdenes.
En tres ocasiones sus integrantes han reclamado un cambio institucional en las condiciones de la selección: una tras quedar últimas de su grupo en la Copa Mundial Femenina de Fútbol de la FIFA en 2015, otra en 2022 y la última en 2023, inmediatamente después de ganar el Mundial. Lola Gallardo y Sandra Paños fueron las únicas jugadoras firmantes de todos los litigios, en los que también tuvieron una participación significativa Alexia Putellas, Irene Paredes y Jennifer Hermoso.
Gallardo y Paños fueron retiradas por la RFEF tras la segunda polémica. Las tensiones desatadas llegaron a su punto álgido cuando España ganó el Mundial 2023. Durante la entrega de medallas de este evento, el presidente de la RFEF, Luis Rubiales, besó sin consentimiento a Hermoso, lo que provocó la indignación mundial y un rápido examen de las condiciones de las que se habían quejado las jugadoras; cinco días después, 81 jugadoras firmaron una carta en la que denunciaban abusos en la RFEF y decían que no volverían a jugar con España hasta que cambiara su cúpula.

## 2011-2015 denuncias contra Quereda
Ignacio Quereda fue seleccionador nacional de fútbol femenino de España entre 1988 y 2015, así como seleccionador nacional de fútbol femenino sub-19 de España entre 2002 y 2008. Con un historial de clasificación pobre en los grandes torneos, y un seleccionador que no cambiaba a pesar del crecimiento del fútbol femenino, las jugadoras acusaron a la RFEF de indiferencia hacia este deporte al menos desde 2011. Ese mismo año también se informó de que varias jugadoras se habían negado a continuar en la selección si no se hacían cambios. Quereda también tuvo una controvertida presencia en la liga femenina española. España quedó última de su grupo en la Copa Mundial Femenina de la FIFA de 2015, la primera vez que se clasificaba, a pesar de que el equipo contaba con jugadoras con éxitos anteriores en categorías inferiores. En un comunicado emitido por toda la plantilla mundialista se reclamaba una nueva era en el fútbol femenino de la RFEF, en concreto se pedía la sustitución de Quereda y una mejor preparación para el torneo, deseando una mejora de la cultura en el equipo. Quereda fue sustituida por Jorge Vilda, hijo de un directivo de la RFEF, a finales de ese mes; las jugadoras veteranas fueron apartadas progresivamente de la selección, lo que ellas creen que fue una represalia por haber hablado.

## 2021:Romper el silencio
En octubre de 2021, se estrenó el documental Romper el silencio en Movistar Plus+ en el que se detallaban los 27 años de dirección técnica de Quereda y se mostraban entrevistas con antiguas jugadoras sobre "una supuesta cultura de miedo, intolerancia, sexismo y homofobia rampantes". En él, Quereda era acusado además de abusos generalizados y homofobia. Las jugadoras denunciaban una cultura del miedo, a pesar de su carácter inicialmente amistoso, y un comportamiento excesivamente controlador hacia ellas, que incluía no permitirles cerrar las puertas hasta que él hubiera comprobado que todas estabas bien y luego les cerrara las puertas. Vicky Losada, una jugadora abiertamente lesbiana, y Vero Boquete afirmaron que Quereda "quería erradicar" la homosexualidad, de la que decía que era una enfermedad, y con frecuencia expresaba estas opiniones. Las jugadoras explicaron que habían transmitido su preocupación por Quereda a la RFEF en múltiples ocasiones, pero que el entonces presidente, Ángel María Villar, apoyó a Quereda. Creían que, por ello, se impidió el cambio desde dentro, y que el comunicado público de toda la plantilla en 2015 sólo forzó el cambio de entrenador debido a la suficiente presión pública.
Casi al mismo tiempo que el documental, salió a la luz el escándalo de abusos de la National Women's Soccer League (NWSL) de 2021, en el que Boquete confirmó que los abusos de Quereda llevaban años produciéndose cuando jugaba en los clubes de la NWSL implicados a principios de 2010.

## Las 15: polémica por las jugadoras de 2022-23
| Jugadora          | Club                          |
| ----------------- | ----------------------------- |
| Laia Aleixandri   | Manchester City               |
| Ona Batlle        | Manchester United / Barcelona |
| Aitana Bonmatí    | Barcelona                     |
| Mariona Caldentey | Barcelona                     |
| Nerea Eizagirre   | Real Sociedad                 |
| Lola Gallardo     | Atlético Madrid               |
| Lucía García      | Manchester United             |
| Patricia Guijarro | Barcelona                     |
| Mapi León         | Barcelona                     |
| Ainhoa Moraza     | Atlético Madrid               |
| Leila Ouahabi     | Manchester City               |
| Sandra Paños      | Barcelona                     |
| Andrea Pereira    | Club América                  |
| Claudia Pina      | Barcelona                     |
| Amaiur Sarriegi   | Real Sociedad                 |

### Polémica
En el verano de 2022, las jugadoras más veteranas de la selección consideraron que era necesario "empezar de cero", sobre todo después de caer eliminadas en cuartos de final de la Eurocopa Femenina de la UEFA 2022 en julio. Sin embargo, había descontento entre las jugadoras en los meses anteriores. En el documental Alexia: Labor Omnia Vincit, se muestra a la jugadora estrella Alexia Putellas expresando su impotencia ante la situación del equipo en abril de 2022. Como las jugadoras ya habían experimentado anteriormente el malestar por las condiciones del equipo, el hecho de ser una de las favoritas en la Eurocopa hizo más desalentadora su ausencia. En agosto de 2022, en la primera concentración de la selección española tras la Eurocopa, tres capitanas del equipo (Irene Paredes, Jennifer Hermoso -ambas en la selección de 2015- y Patri Guijarro, en lugar de la veterana Putellas, lesionada en 2015) hablaron con el seleccionador Jorge Vilda en nombre del equipo, diciendo que las jugadoras "creían necesario un cambio tanto en los entrenamientos como en la táctica" y también tenían quejas de que Vilda era demasiado autoritario. Algunas jugadoras consideraban que los entrenamientos de la selección no estaban a la altura de los clubes de alto nivel. Las capitanas también comunicaron sus preocupaciones a Luis Rubiales, presidente de la RFEF. Con la controversia presente en varios medios de comunicación, a principios de septiembre, Paredes y Guijarro hablaron en una rueda de prensa del equipo para decir que creían en el equipo y que habían hablado con Vilda para "transmitirle un mensaje de malestar general".
Más tarde, en septiembre, quince jugadoras de la selección (a las que rápidamente se identificaría como "Las 15") enviaron la misma carta por correo electrónico a la RFEF, expresando su preocupación por las condiciones y pidiendo no ser convocadas. Partes del correo electrónico se filtraron posteriormente a la prensa española, y algunos medios de comunicación también informaron de que las jugadoras exigían la dimisión de Vilda. Las capitanas rebatieron esto, diciendo que las filtraciones eran inexactas y que el correo electrónico sólo expresaba cómo las jugadoras consideraban que el equipo podía mejorar para obtener mejores resultados, afirmando que sentían la necesidad de tomar medidas colectivas para ser escuchadas. Tras la filtración, las quince jugadoras, así como Putellas (que ya no estaba en la convocatoria desde julio por lesión), tuitearon un comunicado reiterando que no querían ser convocadas. La RFEF respondió a esto diciendo que respaldaba a Vilda y que las jugadoras tendrían que disculparse y retirar sus quejas para que se les permitiera volver a la convocatoria. Varias de las quince jugaban en Inglaterra, y el medio británico The Guardian informó en las horas posteriores a la filtración de que la respuesta de la RFEF, con "tono y lenguaje beligerante", indicaba que cualquier resolución sería difícil. Más tarde se supo que la RFEF había filtrado la información.
Vilda no convocó a ninguna de las quince jugadoras, ni a quienes las apoyaron públicamente, para los amistosos de octubre de 2022. Cuando se hablaba de la selección femenina española que disputó estos amistosos internacionales, los medios de comunicación se referían a ella como filial, describiéndola como la selección B de España. Aun así, este equipo tuvo un buen rendimiento, e incluso consiguió derrotar a la selección de Estados Unidos, la mejor clasificada, aunque mermada por las lesiones.
Vilda declaró a los medios de comunicación que lo que estaba viviendo no se lo deseaba a nadie, y que lo que las jugadoras le estaban haciendo era injusto. En los meses siguientes, Vilda no habló de las futbolistas ni de su ausencia. Con la negativa de la RFEF a reconocerlas o a considerar sus peticiones, la "llama de 'las 15'" se apagó, y en el medio digital Relevo se dijo que la mayor consecuencia fue convertirlas de un grupo unificado de quince jugadoras con principios similares.
Paredes regresó a la selección en marzo de 2023. Antes de la Copa Mundial Femenina de Fútbol de 2023, los medios españoles informaron de que "la mayoría" de las quince habían hablado con la RFEF para volver a la selección. En los días posteriores, algunas jugadoras lo negaron, y más tarde se reveló que al menos siete no lo habían hecho. Tres de las quince fueron anunciadas en la convocatoria previa para el Mundial de junio de 2023 -habiendo hablado previamente con la RFEF, pero sin disculparse-, al igual que Putellas tras recuperarse de su lesión. Putellas también había actuado como mediadora, tendiendo la mano a la selección y a las quince jugadoras de forma individual para tratar de resolver el conflicto. Otras presiones para que las futbolistas decidieran volver al equipo procedieron de agentes y patrocinadores personales, y Aitana Bonmatí también dijo que internamente la RFEF parecía estar en proceso de hacer cambios positivos y que lo consideraba suficiente. Los medios de comunicación se sorprendieron cuando la guardameta Sandra Paños, que al parecer sí había hablado con la RFEF, no fue incluida en la convocatoria para el Mundial, mientras que su sustituta en el FC Barcelona, Cata Coll, sí había sido convocada. Se dijo que Paños había sido omitida porque Vilda se había decantado por Misa Rodríguez como guardameta titular en el periodo de renuncia y no quería introducir tensiones por competir por el puesto.

### Repercusión en el fútbol nacional
La rivalidad en el Clásico femenino entre el Real Madrid y el Barcelona no había sido hasta entonces un asunto serio. La ruptura de la selección, que vio cómo muchas jugadoras del Barcelona denunciaban a la selección mientras que ninguna del Real Madrid lo hacía (según algunos, debido a que la administración del Real Madrid las presionó para que no participaran), creó una creciente disputa entre los clubes, "una nueva y emergente división Barça-Madrid" para los equipos femeninos. En el primer Clásico femenino tras el inicio de la disputa, Aitana Bonmatí, del Barcelona, se negó a estrechar la mano de Misa Rodríguez, del Real Madrid, en un momento "chocante".
La Supercopa de España femenina de enero de 2023 fue disputada por el Barcelona y la Real Sociedad, equipos cuyas jugadoras componen más de la mitad de "Las 15". Cuando ningún representante de la RFEF acudió al terreno de juego para entregar al Barcelona sus medallas de ganadoras y a la Real Sociedad las de subcampeonas, los medios de comunicación españoles informaron de que fuentes de la RFEF habían manifestado que no querían ser vistas con las jugadoras de "Las 15". La RFEF rebatió esta afirmación, y los directivos del Barcelona dijeron que parecía poco probable, ya que no había habido un ambiente tenso en el partido. Posteriormente, la jugadora de la selección inglesa y del Barcelona Lucy Bronze compartió en Instagram una fotografía suya en la ceremonia de las ganadoras, en la que aparecía de forma destacada la parte trasera de su camiseta y el número de su equipo, el 15; tituló la fotografía "Las 15", considerado un doble sentido para expresar su apoyo a las quince jugadoras. Bronze, destacada jugadora y defensora mundial, ya les había expresado su apoyo en otras ocasiones.

## Copa del Mundo Femenina 2023: Caso Rubiales

### Incidentes y reacciones en la final de la Copa del Mundo
El 20 de agosto de 2023, España se proclamó campeona del mundo femenino en una trayectoria que incluyó ganar por primera vez en la historia una eliminatoria y derrotar en la final a Inglaterra, el equipo que la había expulsado de la Eurocopa 2022. Tras el pitido final, el presidente de la RFEF, Rubiales, fue visto agarrándose la entrepierna mientras permanecía en el palco de autoridades cerca de la reina Letizia y junto a su hija de 16 años, la infanta Sofía. Durante la entrega de medallas, Rubiales besó a la fuerza a Hermoso en los labios, y ésta dijo poco después que no lo esperaba ni le gustó el beso cuando se le preguntó por qué había ocurrido. A continuación, Rubiales entró en el vestuario de las jugadoras, abrazó a Hermoso y bromeó con casarse con ella en Ibiza.
Rubiales fue duramente criticado. Tras calificar inicialmente a sus críticos de "idiotas", "gilipollas" y "perdedores", Rubiales publicó un vídeo de disculpa grabado durante una escala de regreso de Australia. En él, decía que no tenía malas intenciones y lamentaba haber distraído de la celebración, diciendo: "Tengo que pedir perdón, aprender de esto y entender que cuando uno es presidente tiene que ser más cuidadoso".
El Presidente del Gobierno español, Pedro Sánchez, calificó de inaceptable el comportamiento de Rubiales, calificó de insuficientes las disculpas y afirmó que "las jugadoras hicieron todo lo posible para ganar, pero el comportamiento de Rubiales demuestra que aún queda mucho camino por recorrer en materia de igualdad". La ministra de Igualdad, Irene Montero, afirmó que el beso es una forma cotidiana de violencia sexual de la que hay que proteger a las mujeres. Por su parte, la Vicepresidenta del Gobierno, Yolanda Díaz, pidió la dimisión de Rubiales, y el ministro de Cultura, Miquel Iceta, también lo condenó. La Asociación de Futbolistas Españoles (AFE) emitió un comunicado oficial en el que afirmaba que, si Rubiales no dimitía inmediatamente, exigiría la aplicación de la Ley de Deportes (un apartado sobre conductas punibles). La Unión General de Trabajadores (UGT) también pidió la dimisión. La Liga F española de fútbol femenino presentó una denuncia ante el Consejo Superior de Deportes (CSD) pidiendo la destitución de Rubiales y calificándolo de "vergüenza internacional sin precedentes".
El 22 de agosto se supo que Rubiales había rogado a Hermoso para que apareciera con él en el vídeo de disculpas, y que Vilda pidió sin éxito varias veces a la familia de Hermoso que la animara a apoyar a Rubiales. También se había pedido a la capitana del equipo, Ivana Andrés, que apareciera en el vídeo: la RFEF la consideraba una de las jugadoras que les veía con mejores ojos y esperaba que su presencia se interpretara en nombre de toda la plantilla. Andrés se negó y más tarde dijo que Rubiales estaba equivocado. Cuando Hermoso no accedió, la RFEF envió un comunicado falso en su nombre a la agencia de prensa española EFE. Hermoso emitió un comunicado a través de su sindicato, Futpro, diciendo que el sindicato y su agencia representarían sus intereses; Futpro emitió un comunicado diciendo que estaban trabajando para que el acto fuera castigado y pretendían que "las mujeres futbolistas [fueran protegidas] de acciones que consideramos inaceptables".

### Discurso y respuesta de Rubiales
La RFEF convocó una asamblea general extraordinaria para el 25 de agosto. Aunque Rubiales filtró a su círculo cercano y a la prensa que dimitiría durante la reunión, en lugar de ello se retractó de sus palabras y se negó vehementemente a dimitir. En respuesta, dos jugadores de la selección española masculina y del Real Betis, Héctor Bellerín y Borja Iglesias, denunciaron públicamente a Rubiales en las redes sociales, y este último se negó a jugar con España hasta que Rubiales dimitiera. Dos ex porteros de la selección española, Iker Casillas, campeón del mundo en 2010, y David de Gea, también criticaron el discurso de Rubiales en Twitter. Ante el discurso de Rubiales y su negativa a dimitir, varios miembros de la Asamblea de la RFEF presentaron su dimisión, entre ellos Rafael del Amo (máximo responsable de la Federación Navarra de Fútbol y responsable de la Comité Nacional de Fútbol Femenino), Javier Landeta (máximo responsable de la Federación Vasca de Fútbol), José Ángel Peláez (máximo responsable de la Federación Cántabra de Fútbol), Salvador Gomar (máximo responsable de la Federación de Fútbol de la Comunidad Valenciana y vicepresidente de la RFEF) y José Juan Arencibia (máximo responsable de la Federación Canaria de Fútbol). Además, varios clubes de fútbol de Primera y Segunda División emitieron comunicados condenando la actitud de Rubiales y pidiendo su dimisión, entre los que destacan Real Madrid CF, FC Barcelona, Athletic Club, Sevilla FC, Valencia CF, RC Celta, Osasuna, Cádiz CF, Deportivo Alavés, Getafe CF, Granada CF, Real Sociedad, Girona FC, Villarreal CF, Real Betis, RCD Mallorca y UD Las Palmas.
Ante la negativa de Rubiales a dimitir, el gobierno español presentó una denuncia ante el Tribunal Administrativo del Deporte (TAD) por "falta grave" con el fin de obtener autorización para suspenderle de sus funciones. Ese mismo día, 81 jugadoras, entre ellas las 23 de la selección femenina campeona del mundo, emitieron un comunicado conjunto para boicotear a la selección hasta que la RFEF cambiara de directiva. Hermoso siguió con una declaración completa en la que relataba su experiencia en los incidentes, además de mencionar abusos anteriores y actuales en el entorno de la selección nacional.

### 81 firmantes
- Jennifer Hermoso
- Alexia Putellas
- Misa Rodríguez
- Irene Paredes
- Ona Batlle
- Mariona Caldentey
- Teresa Abelleira
- María Pérez Rabaza
- Cata Coll
- Aitana Bonmatí
- Laia Codina
- Claudia Zornoza
- Oihane Hernández
- Rocío Gálvez
- Irene Guerrero
- Alba Redondo
- Athenea del Castillo
- Eva Navarro
- Enith Salón
- Ivana Andrés
- Olga Carmona
- Esther González
- Salma Paralluelo
- Elene Lete
- Fiamma Benítez
- Marta Cardona
- Maite Oroz
- Patricia Guijarro
- Lola Gallardo
- Nerea Eizagirre
- Ainhoa Moraza
- Mapi León
- Sandra Paños
- Claudia Pina
- Amaiur Sarriegi
- Leila Ouahabi
- Laia Aleixandri
- Lucía García
- Andrea Pereira
- Vero Boquete
- Ainhoa Tirapu
- Sandra Vilanova
- Ana Romero
- Silvia Meseguer
- Nagore Calderón
- Marta Torrejón
- Lucía Rodríguez Herrero
- Vicky Losada
- Carmen Arce
- Priscila Borja
- Natalia Pablos
- Susana Guerrero Pontivero
- Larraitz Lucas
- Isabel Benito
- Amanda Sampedro
- Isabel Fuentes
- Elisabeth Sánchez Rubio
- Mari Paz Azagra
- Vanesa Gimbert
- Virginia Torrecilla
- Leire Landa
- Elisabeth Ibarra
- Isi Gavilán
- Toña Is
- Meli Nicolau
- Gurutze Fernández
- Auxi Jiménez
- Vanesa Moreno
- Roser Serra
- María Goñi
- Marta Moreno
- Eli Capa
- Maria Teresa Andreu
- Mar Prieto
- María José Pérez González
- María Marco García
- Paula Kasares
- María Luisa Monzón
- Nines Pérez Urda
- Ángela Martín Martín
- Victoria Hernández